# Старий Двур (гміна Добре Място)
Старий Двур (пол. Stary Dwór, нім. Althof) — село в Польщі, у гміні Добре Място Ольштинського повіту Вармінсько-Мазурського воєводства.
Населення — 168 осіб (2011).
У 1975-1998 роках село належало до Ольштинського воєводства.

## Демографія
Демографічна структура станом на 31 березня 2011 року:
|          | Загалом | Допрацездатний вік | Працездатний вік | Постпрацездатний вік |
| -------- | ------- | ------------------ | ---------------- | -------------------- |
| Чоловіки | 90      | 20                 | 63               | 7                    |
| Жінки    | 78      | 13                 | 53               | 12                   |
| Разом    | 168     | 33                 | 116              | 19                   |